# Claudia Barainsky
Claudia Barainsky (* 30. September 1965 in Berlin) ist eine deutsche Opernsängerin (Sopran).

## Leben
Claudia Barainsky studierte in ihrer Heimatstadt Berlin Gesang an der Hochschule der Künste, bei Ingrid Figur und in den Meisterkursen bei Dietrich Fischer-Dieskau und Aribert Reimann. Sie sang am Beginn ihrer Karriere unter anderem bei den Musiktagen in Hitzacker, bei den Maifestspielen von Wiesbaden, bei den Berliner Festwochen, bei der Schubertiade in Feldkirch, bei den Tagen für Neue Musik in Witten, beim Kammermusikfestival in Kuhmo und beim Internationalen Festival Young Artists in Concert in Davos. Ihr Bühnendebüt gab sie 1993 am Stadttheater Bern als Konstanze in Die Entführung aus dem Serail. Dort folgte 1994 die Titelrolle der Lulu und im selben Jahr war sie in der Titelrolle in Aribert Reimanns Oper Melusine erstmals an der Sächsischen Staatsoper in Dresden zu erleben.
1995 stand sie an der Deutschen Oper am Rhein als Sophie in Der Rosenkavalier, als Musetta in La Bohème und als Blondchen in Die Entführung aus dem Serail auf der Bühne. Von 1998 bis 2000 war sie das 1. Blumenmädchen in Parsifal und 2000 zusätzlich der Waldvogel in Siegfried bei den Bayreuther Festspielen. Ebenfalls 1998 war sie an der Staatsoper Stuttgart in Al gran sole carico d’amore von Luigi Nono zu erleben.
Im Jahr 2000 wirkte sie als Martirio bei der Uraufführung von Aribert Reimanns Oper Bernarda Albas Haus an der Staatsoper München mit. Dieselbe Rolle verkörperte sie 2001 bei einer Wiederholung an der Komischen Oper in Berlin. Ebenfalls 2001 spielte sie an der Deutschen Oper Berlin die Anna in Hans Heiling von Heinrich Marschner.
Daneben unternahm sie zahlreiche Reisen als Konzertsängerin. Sie gastierte bei den Händel-Festspielen Karlsruhe und an den Opernhäusern in Stuttgart, Amsterdam, Avignon, Hamburg, Leipzig, Köln, Brüssel und Tokio. An die Semperoper in Dresden kehrte sie als Königin der Nacht, Sophie, Konstanze, Cleofide und 2009 als Badi'at in Hans Werner Henzes L’Upupa zurück. 2007 wurde sie als „Beste Sängerin“ für ihre Marie in Bernd Alois Zimmermanns Oper Die Soldaten mit dem Preis der deutschen Schallplattenkritik ausgezeichnet.
Im September 2010 war Claudia Barainsky in der deutschen Erstaufführung von Aribert Reimanns Medea als Medea an der Frankfurter Oper zu erleben. Sie erhielt dafür 2011 den deutschen Theaterpreis Der Faust. 2017 sang sie die Rolle an der Wiener Staatsoper unter der Leitung von Michael Boder.
Im Juni 2014 debütierte sie in der Titelpartie von Richard Strauss’ Daphne am Théâtre du Capitole in Toulouse.
Im April 2017 sang sie beim Heidelberger Frühling die Uraufführung von Uri Caines Cycle on texts from »Des Knaben Wunderhorn«, Leitung Kristjan Järvi.
Sie gilt international als eine der vielseitigsten ihres Fachs und ihr breitgefächertes Repertoire umfasst Werke aus allen Epochen wie die Sopran-Partien der großen Oratorien, Symphonien (Beethovens 9. Sinfonie, Mahlers 2.,4. und 8. Sinfonie) und Orchesterlieder als auch vor allem zeitgenössische Kompositionen und Werke, die Komponisten immer wieder für sie schreiben.
Sie arbeitete mit namhaften Dirigenten wie Gerd Albrecht, Herbert Blomstedt, Sylvain Cambreling, Christoph Eschenbach, Michael Gielen, Hartmut Haenchen, Daniel Harding, Zubin Mehta, Ingo Metzmacher, Christian Thielemann und Lothar Zagrosek.